# DCD2 Records
DCD2 Records (dawniej DecayDance Records) – amerykańska, niezależna wytwórnia płytowa założona w 2005 przez Pete Wentza, basistę zespołu Fall Out Boy. Początkowo wytwórnia podlegała pod Fueled by Ramen, jednak obecnie jest wytwórnią niezależną.

## Zespoły muzyczne
- The Academy Is...
- Black Cards
- The Cab
- Cobra Starship
- Drugs
- Fall Out Boy
- Four Year Strong
- Gym Class Heroes
- Hey Monday
- Panic! at the Disco
- The Ready Set
- Travis McCoy

## Zakończona współpraca
- Doug
- The Hush Sound
- Lifetime
- October Fall
- A Rocket To The Moon
- Tyga

## Tylko dystrybucja
- Millionaires